# Farnham Castle
Farnham Castle är ett slott i Storbritannien.   Det ligger i grevskapet Surrey och riksdelen England, i den södra delen av landet, 60 km sydväst om huvudstaden London. Farnham Castle ligger 110 meter över havet.
Terrängen runt Farnham Castle är platt. Runt Farnham Castle är det tätbefolkat, med 343 invånare per kvadratkilometer. Närmaste större samhälle är Farnham, 0,50 km söder om Farnham Castle. I omgivningarna runt Farnham Castle växer i huvudsak blandskog.